# María del Pilar de Borbón y Borbón
María del Pilar de Borbón y Borbón (ur. 4 czerwca 1861 w Madrycie, zm. 5 sierpnia 1879 w Escoriaza) – hiszpańska infantka z dynastii Burbonów.
Urodziła się jako prawna córka króla Hiszpanii Izabeli II i jej męża hrabiego Kadyksu Franciszka. Kwestia kto był biologicznym ojcem infantki jest nierozstrzygnięta. Starszym bratem Marii del Pilar był przyszły król Hiszpanii Alfons XII. 
Zmarła niezamężnie i bezpotomnie.